# بيركهولدرية منتشية
بيركهولدرية منتشية (الاسم العلمي: Burkholderia plantarii) هي نوع من البكتيريا، سلبية الغرام، تتبع جنس البيركهولدرية.